# Фузі Аш-Шехрі
Фузі Аш-Шехрі (араб. فوزي الشهري; нар. 15 травня 1980) — саудівський футболіст, що грав на позиції півзахисника.
Виступав, зокрема, за клуби «Аль-Кадісія» та «Аль-Аглі», а також національну збірну Саудівської Аравії.

## Клубна кар'єра
У дорослому футболі дебютував 1997 року виступами за команду клубу «Аль-Кадісія», в якій провів три сезони.
У 2000 році перейшов до клубу «Аль-Аглі», за який відіграв 7 сезонів. Завершив професійну кар'єру футболіста виступами за команду «Аль-Аглі» (Джидда) у 2007 році.

## Виступи за збірну
У 2000 році дебютував в офіційних матчах у складі національної збірної Саудівської Аравії. Протягом кар'єри у національній команді, яка тривала 7 років, провів у формі головної команди країни 4 матчі.
У складі збірної був учасником кубка Азії з футболу 2000 року у Лівані, де разом з командою здобув «срібло», чемпіонату світу 2002 року в Японії і Південній Кореї.

## Титули і досягнення
- Срібний призер Кубка Азії: 2000